# František Hrdlička (politik)
František Hrdlička (22. července 1888 Litomyšl-Suchá – 6. ledna 1960 Litomyšl) byl český a československý sociálně demokratický politik a poslanec Revolučního národního shromáždění za Československou sociálně demokratickou stranu dělnickou.

## Biografie
Byl členem obecního zastupitelstva a náměstkem starosty Litomyšle. V letech 1918-1920 zasedal v Revolučním národním shromáždění za Československou sociálně demokratickou stranu dělnickou. Byl profesí rolníkem.
Později patřil mezi zakládající členy KSČ.